# 순흥 척화비
순흥척화비(順興斥和碑)는 대한민국 경상북도 영주시 순흥면 순흥면사무소에 있는 척화비이다. 1991년 5월 14일 경상북도의 문화재자료 제242호로 지정되었다.

## 개요
척화비란 병인양요와 신미양요를 승리로 이끈 흥선대원군이 서양사람들을 배척하고 그들의 침략을 국민에게 경고하기 위해 서울 및 전국의 중요 도로변에 세우도록 한 비로, 이 비도 그 중의 하나이다.
비는 널찍한 사각받침돌 위에 비몸을 세운 모습으로, 원래는 순흥초등학교 내에 있었으나, 1990년에 이곳으로 옮겨 왔다.
고종 8년(1871) 전국에 동시에 세워진 비로, 대원군이 러시아 공사관으로 납치되고 세계 각국들과의 교류가 이루어지면서 대부분의 척화비는 철거되었으나, 이처럼 몇 기의 비들이 곳곳에 남아 옛 우리민족의 자주의식을 다시금 일깨워주고 있다.

## 현지 안내문
이 비는 조선 고종(高宗) 3년(1866) 병인양요(丙寅洋擾)와 1871년 신미양요(辛未洋擾)를 겪은 그 해 4월에 흥선대원군(興宣大院君)이 서양인을 배척하고 그들의 침략을 국민들에게 경고하고자 세운 척화비(斥和碑)이다. 교육적인 면에서 한민족의 자주의식을 고취하는데 많은 교훈을 주는 역사자료 중의 하나이다.
비문은 전국의 다른 척화비와 같이 "서양 오랑캐가 침범하는데 나가 싸우지 않으면 화해하는 것이고, 화해를 주장하는 것은 곧 나라를 파는 것이다. 이를 우리 자손에게 영원히 경고한다."라는 내용을 담고 있다.
형태는 장방형(長方形)이지만 윗부분은 둥글게 반원형(半圓形)으로 처리한 일반적인 형태이다. 잘 다듬어진 화강암으로 된 이중의 기단 위에 세웠다. 비신(碑身)의 높이는 120cm 이고, 폭은 47cm이며, 두께가 14cm인 작은 비석이다.

## 갤러리

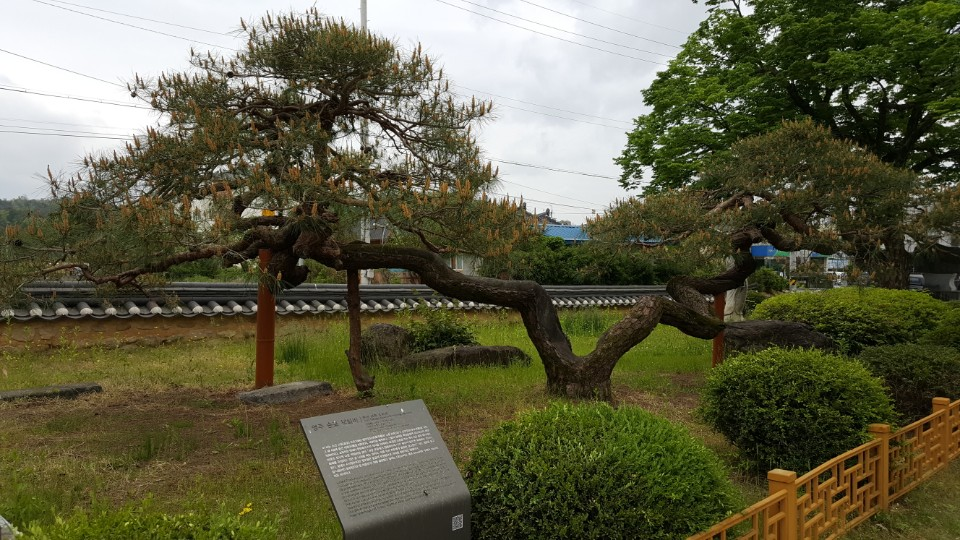
순흥척화비 옆 안내문

## 같이 보기
- 척화비

## 참고 자료
- 순흥척화비 - 국가유산청 국가유산포털